# Kantate vom Gelben Fluss
Der Gelbe Fluss (chinesisch 黃河大合唱 / 黄河大合唱, Pinyin Huáng Hé dàhéchàng, englisch The Yellow River Cantata) ist eine berühmte, in China sakrosankte Popularität genießende Kantate auf Gedichte von Guang Weiran (1913–2002), die von dem chinesischen Komponisten Xian Xinghai (1905–1945) komponiert wurde. Sie wurde 1939 während des Zweiten Japanisch-Chinesischen Krieges in Yan’an geschrieben und zählt zu den bekanntesten Werken neuerer chinesischer Musik. Die Premiere am 13. April des gleichen Jahres fand in der Halle der Shaanbei Gongxue von Yan’an statt, das Werk verbreitete sich bald über ganz China.
Dieses Werk wurde von einer patriotischen Dichtung von Guang Weiran beeinflusst, die auch als Text übernommen wurde. Die programmatische Beziehung von Fluss und Kantate ist – bezogen auf europäische Verhältnisse – vergleichbar der Moldau in Smetanas symphonischem Werk Mein Vaterland.
Der 7. Satz Baowei Huang He (Verteidigt den Gelben Fluss) ist am populärsten.

## Textbeispiel (Ode an den Gelben Fluss)
Der folgende Textausschnitt stammt aus dem 2. Satz: Ode an den Gelben Fluss/Preislied auf den Gelben Fluss/Lob für den Gelben Fluss (Huang He song):
| chinesisch | Pinyin | Übersetzung |
| --- | --- | --- |
| 啊！黄河! 你是中华民族的摇篮! 五千年的古国文化, 从你这儿发源; 多少英雄的故事, 在你的身边扮演! 啊！黄河! 你是伟大坚强,# 像一个巨人 出现在亚洲平原之上, 用你那英雄的体魄 筑成我们民族的屏障. | A! Huáng Hé! Nǐ shì zhōnghuá mínzú de yáolán! wǔqiān nián de gǔ guó wénhuà, zòng nǐ zhèr fāyuán; duōshao yīngxióng de gùshi, zài nǐ de shēnbiān bànyǎn! A! Huáng Hé! Nǐ shì wěidà jiānqiáng, xiàng yīgè jùrén chūxiàn zài yàzhōu píngyuán zhīshàng, yòng nǐ nà yīngxióng de tǐpò zhùchéng wǒmen mínzú de píngzhàng | Ah! Gelber Fluss! Du bist die Wiege des chinesischen Volkes! Fünftausend Jahre alter Kultur stammen von Dir; Wie viele Heldengeschichten fanden an Deinen Ufern statt! Ah! Gelber Fluss! Du bist groß und stark, wie ein Riese erscheinst Du in der asiatischen Ebene, gebrauchst Deine heroische Erscheinung, um die Wacht unseres Volkes zu errichten. |

## „Verteidigt den Gelben Fluss“
Verteidigt den Gelben Fluss (chin. Baowei Huang He) ist der bekannteste Satz der Kantate. Er ist auch eines der Stücke des Musicals Der Osten ist rot (Dongfang hong) und dient dem 4. Satz des Klavierkonzertes Der Gelbe Fluss als Grundlage.
Die folgende Passage ist von besonderem Pathos erfüllt:
| chinesisch | Pinyin | Übersetzung |
| --- | --- | --- |
| 风在吼，马在叫. 黄河在咆哮，黄河在咆哮. 河西山岗万丈高, 河东河北高梁熟了. 万山丛中, 抗日英雄真不少! 青纱帐里, 游击健儿逞英豪! 端起了土枪洋枪, 挥动着大刀长矛, 保卫家乡!保卫黄河! 保卫华北!保卫全中国! | Fēng zài hǒu, mǎ zài jiào. Huáng Hé zài páoxiào, Huáng Hé zài páoxiào. Héxī shāngǎng wànzhàng gāo, Hédōng Héběi gāoliáng shú le. Wànshān cóng zhōng, kàng-Rì yīngxióng zhēn bùshǎo! Qīngshāzhàng lǐ, yóujī jiànr chěng yīng háo! Duān qǐ le tǔ qiāng yáng qiāng, huī dòng zhe dà dāo chángmáo Bǎowèi jiāxiāng! Bǎowèi Huáng Hé! Bǎowèi Huáběi! Bǎowèi quán Zhōngguó! | Der Wind heult, die Pferd wiehern. Der Gelbe Fluss braust laut, der Gelbe Fluss braust laut, Die Hügel westlich des Flusses ragen hoch auf In seinem Osten und Norden reift das Sorghum. In den Gebirgen sind viele tapfere Helden, die gegen die Japaner kämpfen! Hinter dem grünen Getreidevorhang, sie kämpfen im Guerilla-Kampf, die Helden! Mit fremden und eigenen Gewehren, winken mit Macheten und Speeren, Verteidigt die Heimat! Verteidigt den Gelben Fluss! Verteidigt Nordchina, verteidigt ganz China! |

## Sätze und Besetzung
Das Werk existiert in verschiedenen Ausgaben, mit acht bis neun Sätzen und in unterschiedlichen Besetzungen.

### Sätze
Die folgende achtsätzige Fassung wird häufig verwendet:
1. Huang He chuanfu qu«黄河船夫曲»Gelber Fluss – Lied der Schiffer (gemischter Chor, im Original: Männerstimmen)
2. Huang He song«黄河颂»Ode an den Gelben Fluss (Tenor- oder Bariton-Solo)
3. Huang He zhi shui tianshang lai«黄河之水天上来»Das Wasser des Gelben Flusses kommt vom Himmel (Sprechgesang, ursprünglich von der Sanxian (dreisaitige bundlose Laute) begleitet, später geändert in Pipa-Begleitung)
4. Huang Shui yao«黄水谣»Ballade vom Gelben Fluss (geteilter Frauenchor, ursprünglich vom Chor gesungen)
5. Huang He duikou qu«河边对口曲»Wechselgesang am Fluss (Männerstimmen-Duett und Chor mit gemischten Stimmen, ursprünglich Männerstimmen-Duett)
6. Huang He yuan«黄河怨»Zorn des Gelben Flusses (Sopran-Solo, für Konzerte wird die ursprüngliche Version oft überarbeitet und drei Frauenstimmen als Begleitung zugefügt)
7. Baowei Huang He«保卫黄河»Verteidigt den Gelben Fluss (Kanon)
8. Nuhou ba, Huang He«怒吼吧，黄河»Brausender Gelber Fluss (gemischter Chor)

## Einfluss
Später wurde das Stück zum Ausgangspunkt für das Klavierkonzert Der Gelbe Fluss, einer Kollektivkomposition, worin klassische europäische Musik mit chinesischer Tradition verbunden wurden.

## Videos
- Klangbeispiel – tudou.com